# أم سن الكبرى
قرية ام سن الكبرى هي إحدى القرى التابعة لمركز الرياض في محافظة كفر الشيخ في جمهورية مصر العربية. حسب إحصاءات سنة 2006، بلغ إجمالي السكان في ام سن الكبرى 15182 نسمة، منهم 7795 رجل و7387 امرأة.